# Amorphochelus breviarius
Amorphochelus breviarius är en skalbaggsart som beskrevs av Marc Lacroix 1997. Amorphochelus breviarius ingår i släktet Amorphochelus och familjen Melolonthidae. Inga underarter finns listade i Catalogue of Life.